# Rhizotrogus almeriensis
Rhizotrogus almeriensis es una especie de coleóptero de la familia Scarabaeidae.

## Distribución geográfica
Habita en la España peninsular.
Calificada como vulnerable en el Libro Rojo de los Invertebrados de Andalucía.